# Jeffrey C. Alexander
Jeffrey C. Alexander (Milwaukee, 30 de maio de 1947) é um sociólogo estadunidense e um dos principais teóricos sociais do mundo. Ele é a figura fundadora da escola de sociologia cultural a que se refere como o "programa forte".

## Neofuncionalismo
Na sociologia, o neofuncionalismo representa um renascimento do pensamento de Talcott Parsons por Jeffrey C. Alexander, que vê o neofuncionalismo como tendo cinco tendências centrais:
- para criar uma forma de funcionalismo que seja multidimensional e inclua níveis micro e macro de análise;
- empurrar o funcionalismo para a esquerda e rejeitar o otimismo de Parsons sobre a modernidade;
- defender um impulso democrático implícito na análise funcional;
- para incorporar uma orientação para o conflito; e
- para enfatizar a incerteza e a criatividade interacional.

Enquanto Parsons consistentemente via os atores como conceitos analíticos, Alexander define ação como o movimento de pessoas vivas, concretas e que respiram enquanto fazem seu caminho através do tempo e do espaço. Além disso, ele argumenta que toda ação contém uma dimensão de livre arbítrio, pela qual ele está expandindo o funcionalismo para incluir algumas das preocupações do interacionismo simbólico.

## A virada cultural e o programa forte
A partir do final dos anos 1980, o trabalho de Alexander se voltou para a sociologia cultural. A chave para essa virada cultural foi uma mudança na ênfase de um envolvimento com o funcionalismo estrutural parsoniano para uma releitura das obras posteriores de Emile Durkheim, que apresentavam um forte interesse em sistemas culturais. Formas elementares de vida religiosa de Durkheim foi fundamental para o pensamento de Alexander, pois nesta obra Durkheim analisa as formas pelas quais as representações coletivas emergem e funcionam, bem como o papel dos rituais na manutenção da solidariedade e reiterando as normas e valores da sociedade para a congregação. Alexander pega especificamente na sugestão de Durkheim de que os processos religiosos observados nas sociedades tribais são tão pertinentes nas sociedades modernas. Independentemente de as sociedades modernas se acreditarem racionais e seculares, sua vida civil e seus processos, afirma Alexander, são sustentados por representações coletivas, por fortes laços emocionais e por várias narrativas que - assim como as sociedades tribais - dizem à sociedade o que ela acredita ser e quais valores ela considera sagrados.
Alexander distingue entre a sociologia da cultura e a sociologia cultural. 
- A sociologia da cultura vê a cultura como uma variável dependente - isto é, um produto de fatores extraculturais, como a economia ou a política carregada de interesses.
- A sociologia cultural vê a cultura como tendo mais autonomia e dá mais peso aos significados internos. Em outras palavras, na concepção de Alexander da sociologia cultural, supõe-se que as idéias e os processos simbólicos podem ter um efeito independente nas instituições sociais, na política e na própria cultura.[3] Alexander distingue fortemente essa perspectiva sociológica da estrutura sociológica Bourdieusiana então dominante, que tende a ver os processos culturais como embutidos em lutas de poder e, em última análise, na desigualdade material.[4]

### Trauma cultural
Dois de seus artigos anteriores podem ser vistos como precursores de seu envolvimento mais direto com o tópico do trauma. 
- Em um deles, ele demonstra que o Holocausto não foi imediatamente percebido como um mal universal universal para as sociedades ocidentais. Mais do que isso, foi construído como tal por meio de um longo processo de narração e significação.
- No segundo, ele mostra que a crise de Watergate originalmente não foi percebida pela sociedade estadunidense como muito mais do que um pequeno incidente. Aqui, também, o incidente teve que ser narrado culturalmente e construído como um comprometimento dos valores centrais da sociedade americana, transformando o que a princípio se pensava ser uma gafe mundana em um escândalo completo.

A reivindicação chave de ambos os estudos é que mesmo eventos que são atualmente consideradas como profundamente traumático para a sociedade civil não são inerentemente devastadora, mas são em vez construído como tal através de processos culturais.
De maneira mais geral, Alexander diferencia "trauma cultural" do que ele chama de "trauma leigo" no pensamento social. 
- "Trauma leigo" refere-se à ideia de que certos eventos são inerentemente traumáticos para os indivíduos que os vivenciam - por exemplo, a ideia de trauma em psicologia.
- No entanto, a abordagem do "trauma cultural" não pode presumir que qualquer evento - por mais horrendo que seja - se tornará um trauma para o coletivo que o encontrar. Como Alexander explica, "o trauma cultural ocorre quando membros de uma coletividade sentem que foram submetidos a um evento horrendo que deixa marcas indeléveis em sua consciência de grupo, marcando suas memórias para sempre e mudando sua identidade futura de maneiras fundamentais e irrevogáveis".[5]

### Desempenho social
Em meados dos anos 2000, Alexander voltou sua atenção para as maneiras como os atores criam performances sociais ou culturais, que são "o processo social [es] pelo qual os atores, individualmente ou em conjunto, mostram aos outros o significado de sua situação social". Atores, afirma Alexander, se preocupam profundamente em fazer os outros acreditarem nos significados que tentam transmitir e, para esse fim, procuram criar uma performance com a aparência mais autêntica possível. Para fazer isso, eles se engajam no que Alexander chama de "pragmática cultural" e se valem dos vários elementos da performance social: os sistemas de representação coletiva, meios de produção simbólica, arranjos de mise-en-scène (bem como uma produção de teatro faria).
Alexander afirma que nas sociedades tribais os vários elementos da performance cultural eram fortemente fundidos e empregados em rituais coletivos nos quais toda a tribo participava e seus membros viviam em primeira mão. Nas sociedades modernas, esses vários elementos se desfizeram (conforme a diferenciação da esfera de Weber) e, por essa razão, os atores que desejam parecer autênticos devem recorrer a vários repertórios. "Fusion", nos termos de Alexander, é o momento em uma performance em que os vários elementos se encaixam, geram uma performance eficaz e, por fim, movem o público para uma identificação psicológica com os atores. Uma atuação fracassada será aquela que o público perceberá como inautêntica e não desenvolverá o senso de identificação que os atores desejavam.

### Consciência icônica
Nos últimos anos, Alexander voltou sua atenção para os aspectos materiais da cultura, estendendo sua vertente específica da sociologia cultural para a estética e, particularmente, os ícones. Segundo ele, a consciência icônica ocorre "quando uma materialidade esteticamente moldada significa valor social. 
O contato com essa superfície estética, seja pela vista, pelo olfato, pelo paladar, pelo tato, proporciona uma experiência sensual que transmite sentido...". Em contraste com várias sociologias da cultura que tenderam a ver o visual ou o material como uma forma de falsidade ou degradação, Alexander se baseia na noção durkheimiana da representação simbólica coletiva para argumentar que as maneiras pelas quais a cultura opera - ambos em instilar e recriar valores - está intrinsecamente ligado a formas materiais simbólicas.
Estudos seguindo a abordagem de Alexander examinaram, por exemplo, as maneiras pelas quais a arquitetura está inserida em uma estrutura de significado profundo e tem profunda ressonância emocional com a sociedade que a frequenta. Outros estenderam a ideia de consciência icônica ao reino das celebridades e exploraram as maneiras pelas quais as celebridades, por um lado, apresentam uma "superfície" estética atraente e, por outro lado, condensam e transmitem um locus de significados "profundos" que ressoam com o público.

### Revoluções performativas
Após a Revolução Egípcia, Alexandre conduziu um estudo dos meses revolucionários de um ponto de vista sociológico cultural, aplicando algumas de suas teorias anteriores para compreender as formas como os vários protestos expressos por manifestantes, jornalistas, blogueiros e atores públicos em última instância persuadiu o exército egípcio a se voltar contra o regime. A chave para compreender a revolução, afirma Alexander, está na estrutura binária que esses vários atores aplicaram ao regime de Moubarak, persuasivamente descrevendo-o como corrupto e desatualizado e, assim, convencendo o público em geral de que era uma ameaça para a sociedade egípcia.

## Principais publicações

### Artigos selecionados
- Alexander, Jeffrey C. Clifford Geertz and the Strong Program: The Human Sciences and Cultural Sociology. Cultural Sociology 2008; 2; 157.
- Alexander, Jeffrey C. Iconic Consciousness: The Material Feeling of Meaning. Environment and Planning D: Society and Space, 26: 782–794. 2008.
- Alexander, Jeffrey C. On the Social Construction of Moral Universals. Reprinted in: Alexander et al., Cultural Trauma and Collective Identity. University of California Press, 2004, pp. 196–263.
- Alexander Jeffrey C. Cultural Pragmatics: Social Performance between Ritual and Strategy. Sociological Theory 22: 527–573. 2004.
- Alexander, Jeffrey C. From the Depths of Despair: Performance and Counter-Performance on September 11.. Sociological Theory 22 (1) 2004: 88-105.
- Alexander, Jeffrey C. Durkheim's Religious Revival, com Philip Smith (Review Essay, E. Durkheim/K. E. Fields trans., The Elementary Forms of Religious Life). American Journal of Sociology, 102 (2): 585–592.
- Alexander, Jeffrey C. Habermas' New Critical Theory: Its Promise and Problems. American Journal of Sociology. V. 91. 1985: 400–424.
- Alexander, Jeffrey C. Formal and Substantive Voluntarism in the Work of Talcott Parsons: A Theoretical and Ideological Reinterpretation. American Sociological Review. V. 43, 1978: 177–198.

### Livros recentes
- The Dark Side of Modernity (Polity, 2013)
- Trauma: A Social Theory (Polity, 2012)
- Performative Revolution in Egypt: An Essay in Cultural Power (Bloomsbury EUA, 2011)
- Performance and Power (Polity, 2011)
- Interpreting Clifford Geertz: Cultural Investigation in the Social Sciences (Palgrave Macmillan, 2011) (ed., com Philip Smith e Matthew Norton)
- The Performance of Politics: Obama's Victory and the Democratic Struggle for Power (Oxford University Press, 2010)
- The New Social Theory Reader (2nd edn) (Routledge, 2008) (com Steven Seidman)
- A Contemporary Introduction to Sociology: Culture and Society in Transition (Paradigm Publishers, 2008) (com Kenneth Thompson)
- The Civil Sphere (Oxford University Press, 2006)
- Social Performance: Symbolic Action, Cultural Pragmatics, and Ritual (Cambridge University Press, 2006) (com Bernhard Giesen and Jason Mast)
- The Cambridge Companion to Durkheim (Cambridge University Press, 2005), (ed., com Philip Smith)
- Cultural Trauma and Collective Identity (University of California Press, 2004) (com Ron Eyerman, Bernhard Giesen, Neil J. Smelser e Piotr Sztompka)
- The Meanings of Social Life: A Cultural Sociology (Oxford University Press, 2003)
- Narrating Trauma: On the Impact of Collective Suffering (Paradigm Publishers, 2011) (com Ron Eyerman e Elizabeth Butler Breese)